# František Šik
František Šik (24. ledna 1924 Buchlovice - ???) byl český a československý politik a poúnorový poslanec Národního shromáždění ČSSR a Sněmovny lidu Federálního shromáždění, zpočátku bezpartijní, pak člen Komunistické strany Československa.

## Biografie
Ve volbách roku 1960 byl zvolen do Národního shromáždění ČSSR za Jihomoravský kraj jako bezpartijní kandidát. Mandát obhájil ve volbách v roce 1964, nyní již jako poslanec KSČ. V Národním shromáždění zasedal až do konce jeho funkčního období v roce 1968.
Po federalizaci Československa usedl roku 1969 do Sněmovny lidu Federálního shromáždění (volební obvod Staré Město), kde setrval do prosince 1970, kdy rezignoval na poslaneckou funkci.
K roku 1964 se profesně uvádí jako předseda JZD v obci Buchlovice. V roce 1967 byl zvolen předsedou JZD ve Vlčnově. Ve funkci předsedy JZD se zmiňuje i roku 1968. Jednotnému zemědělskému družstvu ve Vlčnově předsedal ještě roku 1980. Od roku 1974 se nacházel v evidenci zájmových osob Státní bezpečnosti.